# Lixa
Lixa est une cité portugaise située dans la municipalité de Felgueiras (district de Porto, Portugal).
Données :
- Superficie : 20,12 km2.
- Habitants : 84 25 (2001).
- Densité : 418,74 habitants/km².

Paroisses civiles :
- Borba de Godim.
- Macieira da Lixa.
- Santão.
- Vila Cova da Lixa.

## Sports à Lixa

### Football
- FC Lixa